# Gymnasium Sarstedt
Das Gymnasium Sarstedt ist ein Gymnasium und zugleich eine Offene Ganztagsschule in Sarstedt. Die Schüler stammen aus der Stadt Sarstedt und in einem Radius von circa 20 Kilometern aus dem Landkreis Hildesheim.

## Entstehung
Im Jahr 1971 wurde ein starker Jahrgang mit 315 Schülern am Gymnasium Himmelsthür in Hildesheim angemeldet. Da dies die Kapazität der Schule überstieg, entschloss man sich, drei Gymnasien im Umkreis von Hildesheim zu gründen, eines davon in Sarstedt.
Am 18. September 1972 wurde der Grundstein für das jetzige Gebäude in Sarstedt gelegt, damals noch ohne Sporthalle und Stadtsaal. Eingeweiht wurde das neue Schulgebäude am 23. August 1973 vom damaligen Landrat Kurt Grobe. Am 1. August 1974 wurde in Sarstedt die Orientierungsstufe eingeführt. Nun begann das Gymnasium erst mit der siebten Klasse. Die Orientierungsstufe zog in das Gebäude der Realschule, und die Realschüler wechselten in Räumlichkeiten im Gymnasium. 2004 wurde die Orientierungsstufe wieder aufgelöst. In der Folge konnte die Realschule in ihr ursprüngliches Gebäude zurückkehren.
Von 1981 bis 1982 wurde die Sporthalle errichtet. Die Schülerzahl des Gymnasiums lag zu dieser Zeit bei über eintausend Schülern. Der heutige Sportplatz wurde am 20. September 1986 fertiggestellt und wird gemeinsam mit der Schiller-Oberschule Sarstedt genutzt.
In den Jahren von 1990 bis 1992 gestaltete man den Schulhof des Gymnasiums zum ersten Mal um.

## Schulleiter
- 1971–1994: Dieter Ahrens
- 1994–2010: Wolfgang Tischer
- 2010–2023: Christine Klein[2]
- 2023–2024: Roland Müller (kommissarisch)
- seit 2024: Joris Doelle[3]

## Architektur
Das Außengelände des Gymnasiums Sarstedt besteht aus einem Volleyball-, einem Fußball- und einem Basketballplatz. Hinzu kommt eine circa 10 m hohe Kletterpyramide die am 20. September 2006 eingeweiht wurde. Errichtet wurde sie zu 50 % mit den Geldern des Gemeinschaftswerkes. Ursprünglich war die Errichtung einer Boulder- bzw. Kletterwand entlang der Sporthalle geplant, welche aber wegen fehlender finanzieller Mittel nicht verwirklicht werden konnte. Tischtennisplatten sowie Fahrradständer sind ebenfalls vorhanden.
Eine Mehrzweckhalle, auch Stadtsaal oder Mensa genannt, wurde am 5. Mai 2011 für das gesamte Schulzentrum Sarstedts eingeweiht. Zuvor wurde der erste Spatenstich unter anderem vom damaligen Bundespräsidenten Christian Wulf getätigt. Ausgelegt ist sie für 200 Personen. Damit unterschreitet sie die Gesamtschülerzahl der Albert-Schweitzer-Grundschule Sarstedt, der Schiller-Oberschule Sarstedt und des Gymnasiums Sarstedt. Bevor die Mensa zur Mittagessensversorgung genutzt werden konnte nutzte man die Cafeteria im Gymnasium.
Das Gymnasium Sarstedt ist in mehrere Gebäudeteile für den Kunst- und Musikunterricht sowie die Unterrichtung in den Fächern der Naturwissenschaften unterteilt.
Es gibt eine Bibliothek die mit Stand des Jahres 2008 auf circa 14.000 Medien geschätzt wurde. Darunter Bücher, Zeitschriften, CD-ROMs und DVDs. Jährlich stellt die Schule der Bücherei 400 Euro zur Verfügung. Zusätzlich stiftete der Förderverein rund 50 Bücher im Wert von circa 500 Euro.
Seit Ende der 2010er Jahre gibt es Planungen für einen Neubau des Gymnasiums, der im Juli 2022 schließlich vom Kreistag des Landkreises Hildesheim bewilligt wurde. Im Februar 2023 begannen die Bauarbeiten neben dem Bestandsgebäude, im Dezember 2023 wurde das Richtfest gefeiert. Nach dem für Februar 2025 geplanten Umzug der Schule in den Neubau soll das alte Gebäude abgerissen werden.

## Profil
Das Gymnasium Sarstedt bietet Latein und Französisch als zweite Fremdsprache an. Im Fach Französisch kann das DELF-Zertifikat erworben werden.
Des Weiteren haben seit dem Jahr 2005 die Jahrgangsstufen der fünften und sechsten Klasse die Möglichkeit, sich im Rahmen einer Bläserklasse musikalisch zu orientieren. Der Instrumentensatz wurde vom Gemeinschaftswerk vorfinanziert. Der Kooperationspartner, die Musikschule Laatzen in Hannover, stellt dafür Musikpädagogen zur Verfügung.
Das Wissen der Naturwissenschaften kann seit dem Jahr 2007 zusätzlich und frei wählbar in der Forscherklasse praktisch erprobt und vertieft werden. Auch existiert eine ökologisch orientierte Arbeitsgruppe unter dem Namen Eine-Welt-AG. Die Bildende Kunst lehrt die Theater-Arbeitsgemeinschaft.
Seit Herbst 2006 wird das Projekt Schüler-helfen-Schülern initiiert. Außerdem wird die Begabtenförderung aktiv betrieben.

### Schülerrat und Schülerzeitung
Die Interessen der Schülerschaft des Gymnasiums Sarstedt werden durch den Schülerrat (SR) vertreten. Seine Aufgaben werden von den Teilnehmern der sogenannten PR-Gruppe (Öffentlichkeitsarbeit) und der Aktiv-Gruppe, die die Zusammenarbeit mit dem Fußballverein Hannover 96 koordiniert, wahrgenommen.
Die Berichterstattung zu den schulinternen Themen erfolgt von Seiten der Schüler anhand der von ihnen, seit dem Jahr 2012/2013 nach zehn Jahren Pause erneut, herausgegebenen Schülerzeitung, genannt „Senfblatt“. Zuvor hatte es in den achtziger und frühen neunziger Jahren die Schülerzeitung „Pflugblatt“ gegeben, von der in unregelmäßigen Abständen über zwanzig Ausgaben erschienen waren.

## Gemeinschaftswerk
Das Gemeinschaftswerk der Schule wurde 1975 mit dem Zweck die Schule und das Schulleben finanziell zu unterstützen gegründet. Es hatte im Jahr 2012 rund 700 Mitglieder und investierte im selben Jahr rund 13.000,00 Euro in die Förderung schulischer Programme. Eines der größten Projekte war die Anschaffung von Computern und Laptops für das Gymnasium. Mit der Finanzierung von Softwarelizenzen, Camcordern, Kameras, Stativen sowie USB-Beamern wurde die Nutzung von neuen Medien geschaffen. Auch wurde das Angebot einer mittäglichen Schulmahlzeit unterstützt.

## Austauschprogramme und Partnerschulen
Das Gymnasium Sarstedt unterhält vier Austauschprogramme mit den Städten:
- Fleury und Aubevoye, Normandie
- Barbezieux, Bordeaux
- Mansfield, Ostküste der Vereinigten Staaten

## Preise bei Wettbewerben
Die Fußballmannschaft der Schule erlangte 2013 einen 4. Platz im Bundesfinale von Jugend trainiert für Olympia.

## Bekannte Schüler
- Andreas Bovenschulte (* 1965), Bremer Bürgermeister
- Mirko Slomka (* 1967), Fußballtrainer

## Sonstiges
Das Gymnasium nimmt an Jugend forscht teil. Zudem findet jährlich ein Vorlesewettbewerb statt.
Im Jahr 2013 führten der Präventionsrat der Stadt Sarstedt, die Kommunale Jugendpflege, der CVJM Arche und das Gymnasium Sarstedt ein Projekt-Theaterstück mit dem Titel Fake, oder war es doch nur Spaß auf, um die Schüler auf die Bedrohung des Internets (Cybermobbing) aufmerksam zu machen.

## Trivia
Das Gymnasium Sarstedt wird aufgrund seiner gelben Farbe liebevoll Senfpott genannt.